# 澧水大桥
澧水大桥是中国湖南省张家界附近的一座悬索桥。该桥横跨永定区和永顺县之间的澧水河峡谷，全长 856 米（2,808 英尺）。该桥是长张高速公路至花垣县的延长线的一部分，将张家界和重庆之间的 8 小时旅行时间缩短了一半。该桥在河流上方有 330 m（1,080 英尺）的净空高度，是世界上最高的桥梁之一。

## 建造
该桥的建设始于2009年或2010年左右。2011年初，一项创新技术被用于通过火箭将试验线运送到峡谷。该技术首先用于附近的四渡河大桥。2012年7月11日，连接最后的桁架部分，完成了桥梁的主体结构。大桥及相关高速公路于2013年12月开通。

## 旅游
桥的东端建有休息站和观景区，供游客欣赏桥梁和下面的澧水河峡谷的全景。

## 关连项目
- 世界悬索桥列表
- 世界最高桥梁列表 (桥面高度)
- 中国最大桥梁列表